# Гері Кон
Гері Кон  (англ. Gary David Cohn, Ге́рі Дейвід Кон) нар. 27 серпня 1960, Клівленд, штат Огайо, США) — американський інвестиційний банкір єврейського походження, один з 11-ох директорів Національної економічної ради з 2017 р. Також він голова економічної ради Дональда Трампа.
6 березня 2018 - було повідомлено, що Кон планує піти у відставку з його посади в найближчі тижні.
Кон вважався одним з найвпливовіших людиною в адміністрації Трампа.

## До політики
Він був колишнім головою компанії та виконавчим директором Goldman Sachs з 2006 по 2017 рік. Кун є зареєстрованим демократом, але широко жертвував також республіканським політикам.
Він отримав ступінь бакалавра в Американському університеті. З 1990 р.